# Мишел Мутон
Мишел Мутон (на френски: Michèle Mouton) е бивша френска автомобилна състезателка, родена на 23 юни 1951 в Грас, Франция. Тя е най-успешната и най-известната жена в рали спорта, както и може би най-успешната жена в автомобилните спортове въобще.
Мишел е първата (и единствена) жена, спечелила кръг от Световния рали шампионат – Рали Санремо през 1981 г. с Ауди quattro. Дебютът ѝ е на Тур дьо Корс във Франция през 1974 г. През 1982 г. записва нови три първи места – на Рали Португалия, Рали Бразилия и Рали Акрополис, но те, както и второто място на РАК Рали, не са достатъчни за титлата в общото класиране. Мишел Мутон остава на второ място след Валтер Рьорл, но заедно със Стиг Бломквист и Хану Микола носи на Ауди конструкторската титла. Тя прекратява кариерата си след като през 1986 г. ФИА забранява клас Група Б, а Мутон отказва да участва в по-бавен клас с правилата на Група А. Освен това тя изявява желание да създаде семейство. В Световния Рали шампионат Мутон има 50 старта, 160 етапни победи и 229 спечелени точки.
През 1975 г. Мишел Мутон участва в 24-те часа на Льо Ман като част от изцяло женски отбор заедно с Кристин Дакремон и Мариан Хьопфнер и завършва на 21-во място. През 1985 г. става първата жена, спечелила легендарното състезание по планинско изкачване Пайкс Пийк Интернешънал Хилклайм. През 1988 г. в памет на загиналия рали състезател Хенри Тойвонен тя основава състезанието Рейс оф Чемпиънс, което се провежда и до днес. През 2000 г. завършва на второ място на ралито Маратон Лондон-Сидни.

## Призови класирания в състезания от Световния Рали шампионат
|  | Рали                | Година | Навигатор     | Автомобил    |
|  | ------------------- | ------ | ------------- | ------------ |
|  | Рали Санремо        | 1981   | Фабриция Понс | Ауди quattro |
|  | РАК Рали            | 1982   | Фабриция Понс | Ауди quattro |
|  | Рали Виньо до Порто | 1982   | Фабриция Понс | Ауди quattro |
|  | Рали Акрополис      | 1982   | Фабриция Понс | Ауди quattro |
|  | Рали до Брасил      | 1982   | Фабриция Понс | Ауди quattro |
|  | Рали Аржентина      | 1983   | Фабриция Понс | Ауди quattro |
|  | Сафари Рали         | 1983   | Фабриция Понс | Ауди quattro |
|  | Рали Виньо до Порто | 1983   | Фабриция Понс | Ауди quattro |
|  | Рали Швеция         | 1984   | Фабриция Понс | Ауди quattro |